# Vochysia complicata
Vochysia complicata là một loài thực vật có hoa trong họ Vochysiaceae. Loài này được Ducke miêu tả khoa học đầu tiên năm 1932.